# Рудольф Блауманіс
Ру́дольф Бла́уманіс  (латис. Blaumanis Rūdolfs; * 1 січня 1863, селище Ерглі Ергльського краю області Відземе, у тодішній Ліфляндській губернії під владою Російської імперії — † 4 вересня 1908, у Такахар'ю Фінляндії) — латиський письменник, новеліст, драматург і поет. Автор реалістичної прози про життя селянства. Відомий також як сатирик. Писав латиською та німецькою мовами. В Ризі встановлено монумент Блауманісові.

## Біографія
Навчався у німецькій школі міста Рига. Друкуватися почав з 1882 р., до того ж перші твори — німецькою мовою.
У оповіданнях («Раудупієте», 1889; «В трясовині», 1898; «У тіні смерті», 1899) та п'єсах («Блудний син», 1893; «Індрани», 1904; «В огні», 1905) у стилі реалізму розкривав суперечності тогочасного латиського села.
П'єси Блауманіса ставилися на сцені театрів за радянських часів.

## Твори
- п'єса «Блудний син», 1893
- п'єса «Індрани», 1904
- п'єса «В огні», 1905

### Українські переклади
- В Спієнах. К., 1952